# Dassault Mirage 2000N/2000D
Dassault Mirage 2000N là một phiên bản của Mirage 2000, được thiết kế cho vai trò tấn công hạt nhân. Nó là phương tiện nòng cốt trong lực lượng hạt nhân chiến thuật trên đất liền của Pháp. Mirage 2000D là một bản sao tấn công theo quy ước.

## Phát triển
Mirage 2000N được thiết kế cho Không quân Pháp nhằm đáp ứng yêu cầu về một máy bay để thay thế cho Mirage IVP đã cũ. Dassault đã nhận được hợp đồng để chế tạo hai nguyên mẫu. Mẫu máy bay này bay lần đầu tiên vào ngày 3 tháng 2 năm 1986. 74 chiếc đã được chế tạo cho đến năm 1993.
Mirage 2000N được thiết kế dựa trên mẫu máy bay huấn luyện hai chỗ Mirage 2000B, nhưng có những đặc tính thay đổi đáng kể. Khung máy bay được gia cố thêm cho bay ở độ cao thấp và có thể sử dụng được với một radar Antilope 5, loại radar này được sử dụng quét địa hình, tạo bản đồ mặt đất và dẫn đường, và nó có thể theo dõi địa hình trong khi máy bay đang bay với vận tốc 691 mph (1.112 km/h). Hệ thống điện tử hàng không cũng được cải tiến như hai hệ thống dẫn đường quán tính INS và màn hình hiển thị bản đồ hoạt động cho cả phi công lẫn sĩ quan hệ thống vũ khí. Mirage 2000N có thể mang được một tên lửa hạt nhân tầm trung ASMP, và cũng có thể mang được hai tên lửa không đối không MATRA Magic để tự vệ. Những đặc tính bảo vệ khác bao gồm hệ thống gây nhiễu Sabre và hệ thống thả kim loại gây nhiễu xạ Spirale. Vì thêm một chỗ cho sĩ quan hệ thống vũ khí nên tầm hoạt động đã bị giảm xuống, do đó nó có thể mang được hai thùng nhiên liệu phụ có thể bỏ được.
Lô đầu tiên của 30 máy bay loại này cho Không quân Pháp là lô máy bay chỉ có khả năng tấn công hạt nhân, và chúng có tên gọi là Mirage 2000N-K1. Những máy bay này không có hệ thống Spirale, và mang được hai bom hạt nhân rơi tự do AN.52 trước khi ASMP được trang bị. Lô sau gồm 44 máy bay có tên gọi là Mirage 2000N-K2. Cả phiên bản này có khả năng tấn công hạt nhân lẫn tấn công thông thường, và nó được trang bị hệ thống tự vệ đầy đủ. Máy bay K1 hiện này cũng có một khả năng tấn công thông thường hạn chế.
Dassault cũng đã phát triển Mirage 2000D,đây là một sự phát triển của Mirage 2000N được thiết kế cho mục đích tấn công chính xác tầm xa với vũ khí thông thường. Máy bay này chính xác thì tương tự như Mirage 2000N, nhưng được trang bị tên lửa tấn công thông thường như tên lửa Apache và Scalp, cũng như trang bị AASM. Chiếc đầu tiên, được chuyển đổi từ nguyên mẫu của Mirage 2000N, bay lần đầu vào 19 tháng 2 năm 1991, và Không quân Pháp đã đặt mua tổng công 86 chiếc.
Mirage 2000N không được xuất khẩu. Không quân Pháp có 62 chiếc trong trang bị.
Giống như Mirage 2000N, Mirage 2000D cũng có các phiên bản. Mirage 2000D-R1 không có khả năng mang vũ khí đầy đủ như phiên bản Mirage 2000D-R2, phiên bản R2 có thể mang tên lửa Apache và Scalp, hệ thống chỉ điểm laser ATLIS II, và hệ thống tự vệ Samir.

## Các phiên bản

### Mirage 2000N

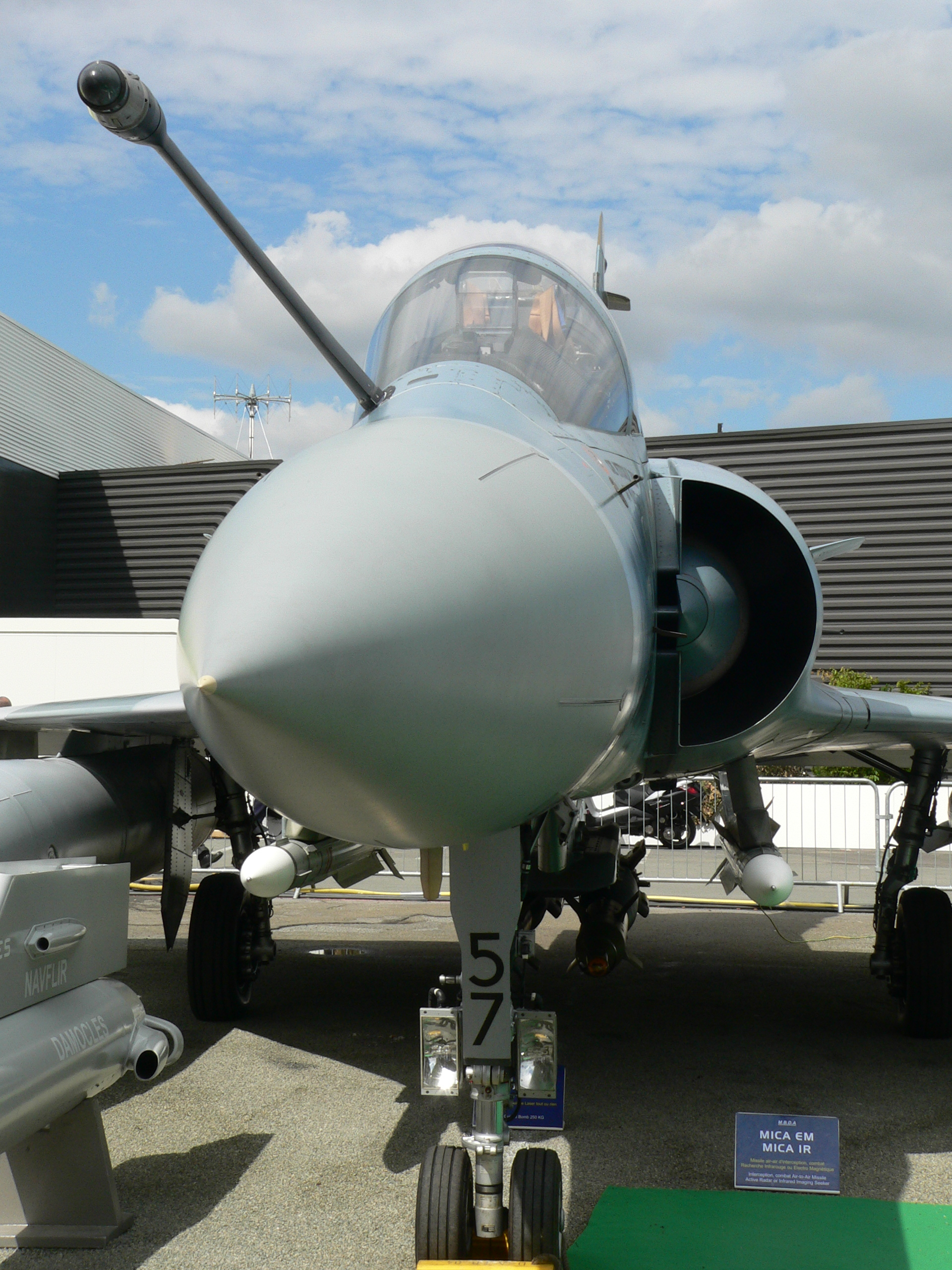
Phần mũi Mirage 2000N.

Mirage 2000N là phiên bản tấn công hạt nhân, được dự định sử dụng mang tên lửa hạt nhân Aerospatiale Air-Sol Moyenne Portee (ASMP). Những chuyến bay thử nghiệm đầu tiên của hai nguyên mẫu bắt đầu vào 3 tháng 2 năm 1983, và Mirage 2000N bắt đầu hoạt động trong biên chế của Không quân Pháp vào năm 1988. Tổng cộng có 75 chiếc được chế tạo.
Mirage 2000N được gia cố thêm cánh để hoạt động ở độ cao thấp, cũng như hệ thống tấn công/dẫn đường chính xác, trang bị radar Dassault/Thales Antilope 5, nó được thiết kế cho vai trò tấn công và nổi bật với khả năng luồn lách tránh chướng ngại vật ở độ cao thấp.
Tên lửa ASMP dài 5.38 mét với một động cơ phản lực sử dụng nhiên liệu dầu hỏa cho phép nó đạt tốc độ Mach 3 với tầm bay tối đa là 100 km, tên lửa này mang một đầu đạn hạt nhân với sức công phá 300 kT.
Nâng cấp:
- Các trang bị hiện nay được tăng cường cung cấp năng lực tình báo điện tử (ELINT), cho phép máy bay ghi dữ liệu phát ra từ đối phương nhằm phục vụ cho phân tích tình báo sau chuyến bay.
- Hệ thống cảnh báo tên lửa SAT Samir "Detecteur de Depart Missile (DDM)" cũng được bổ sung, được lắp ở đằng sau giá treo tên lửa không đối không Magic.
- Những nâng cấp tương lai bao gồm thêm vào thiết bị Pod Reco NG (Pod de Reconnaissance Nouvelle Generation) nhằm cung cấp khả năng trinh sát số, với các hình ảnh ban ngày lẫn ban đêm, một hệ thống ghi dữ liệu số, và một đường truyền dữ liệu để cung cấp hình ảnh và âm thanh thời gian thực cho sở chỉ huy chiến trường. Nó sẽ được phát triển bởi Thales để hoạt động vào năm 2006.

Máy bay được nâng cấp hệ thống đối phó và khả năng mang cả tên lửa ASMP-A và Pod Reco NG sẽ được gọi là "Mirage 2000N-K3".

### Mirage 2000D

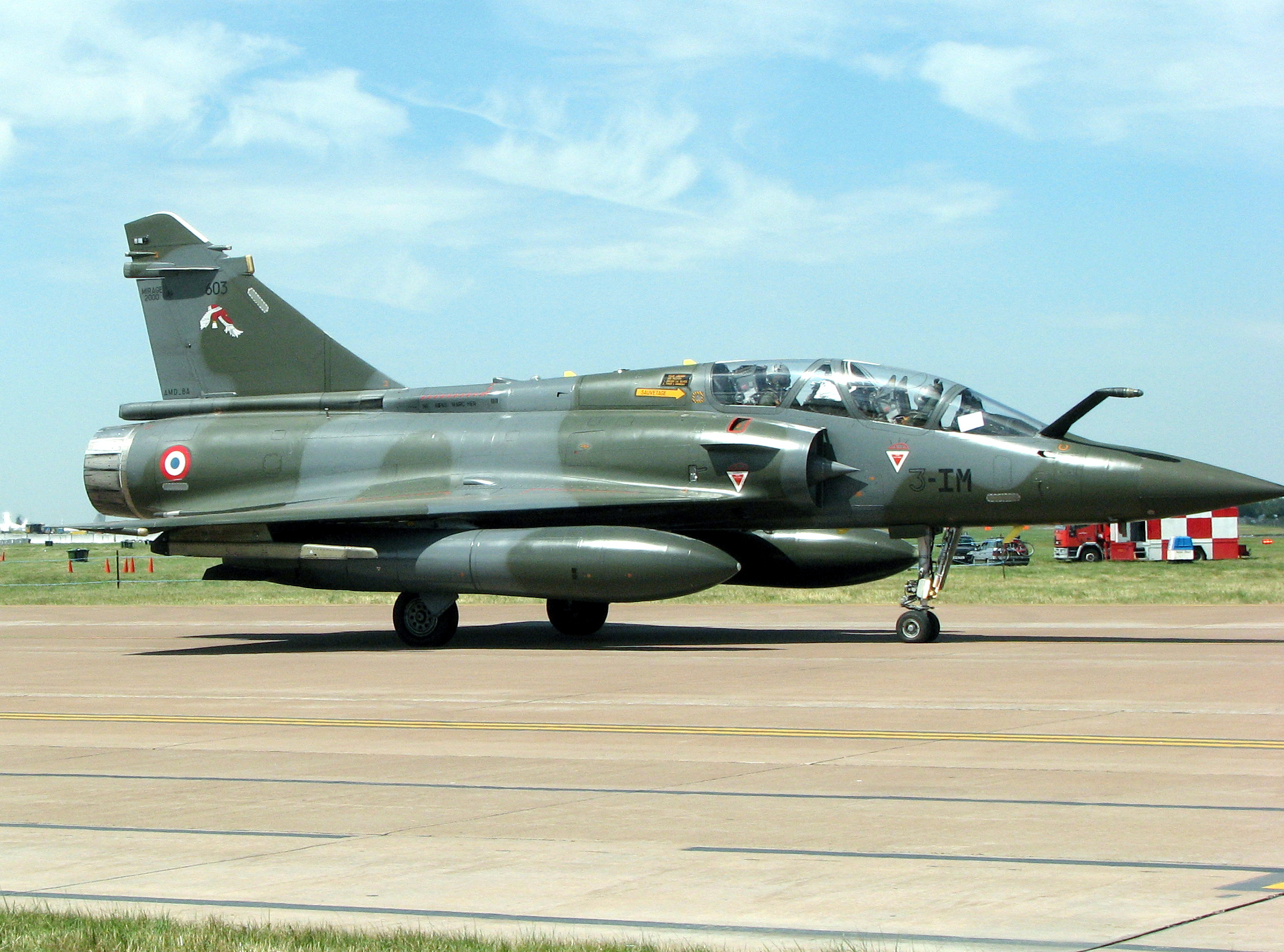
Mirage 2000D.

Mirage 2000D là một phiên bản tấn công truyền thống chuyên dụng được phát triển từ Mirage 2000N. Chuyến bay đầu tiên của nguyên mẫu Mirage 2000D, một nguyên mẫu Mirage 2000N sửa đổi, được thực hiện vào ngày 19 tháng 2 năm 1991. Chuyến bay đầu tiên của mẫu máy bay được sản xuất hoàn chỉnh diễn ra vào ngày 31 tháng 3 năm 1993 và bắt đầu phục vụ trong biên chế không quân Pháp vào tháng 4 năm 1995. Tổng cộng có 86 chiếc được chế tạo.
Những đặc tính:
- NVG-buồng lái tích hợp với hệ thống điều khiển HOTAS cải tiến.
- Hệ thống dẫn đường hiện đại hóa với khả năng sử dụng GPS.
- Một hệ thống đối phó ICMS 2 nâng cấp, với Serval RWR, máy gây nhiễu Chameleon, và Spirale.

Trang bị vũ khí:
- Bom, bom chùm, rocket, và pháo.
- Vũ khí dẫn đường bằng laser như tên lửa AS-30L hoặc LGB, được định hướng bởi thiết bị chỉ điểm mục tiêu ATLIS II hoặc PDLCT quang điện tử cải tiến và thiết bị PDLCTS.
- Tên lửa chống radar Armat.
- Tên lửa Exocet

Những nâng cấp:
Mirage 2000D-R2 được nâng cấp đầu tiên và được chuyển giao vào năm 2001. Nó có hệ thống đối phó tăng cường, nổi bật là 48 quả pháo sáng chia đều ở mỗi bên thân máy bay.
Những điểm nổi bật khác bao gồm khả năng mang tên lửa Apache và SCALP-EG, cũng như bom AASM dẫn đường chính xác mới. Thiết bị AdA cũng được thêm vào với chức năng tương tự đường truyền dữ liệu Link-16 Multifunction Information Distribution System (MIDS) và một radio mã hóa SATURN (Second-generation Anti-Jam Tactical UHF Radio for NATO)

## Quốc gia sử dụng
Pháp
- Không quân Pháp

## Thông số kỹ thuật (Mirage 2000N)

### Đặc điểm riêng
- Phi đoàn: 2
- Chiều dài: 14.55 m (47 ft 9 in)
- Sải cánh: 9.13 m (29 ft 11 in)
- Chiều cao: 5.15 m (16 ft 11 in)
- Diện tích cánh: 41 m² (440 ft²)
- Trọng lượng rỗng: 7.600 kg (17.000 lb)
- Trọng lượng cất cánh: 10.680 kg (23.550 lb)
- Trọng lượng cất cánh tối đa: 17.000 kg (38.000 lb)
- Động cơ: 1× động cơ phản lực SNECMA M53-P2, 95.1 kN (21.400 lbf)

### Hiệu suất bay
- Vận tốc cực đại: 2.338 km/h (1.289 kn, 1.453 mph)
- Tầm bay: 1.800 NM (3.340 km, 2.100 mi)
- Bán kính chiến đấu: 800 NM (1.480 km, 920 mi)
- Trần bay: 18.000 m (59.000 ft)
- Vận tốc lên cao: 285 m/s (56.000 ft/min)
- Lực nâng của cánh: 410 kg/m² (85 lb/ft²)
- Lực đẩy/trọng lượng: 0.91

### Vũ khí
- Tên lửa:
  - 1× tên lửa hạt nhân tầm trung ASMP
  - 2× tên lửa không đối không R550 Magic

### Hệ thống điện tử
- Hai hệ thống dẫn đường quán tính
- Radar địa hình Antilope 5

## Nội dung liên quan

### Máy bay có cùng sự phát triển
- Dassault Mirage 2000
- Dassault Mirage 4000

### Trình tự thiết kế
50 - Mirage F1 - G - 2000/2000N/D - 4000